# Brux, Vienne

Brux este o comună în departamentul Vienne, Franța. În 2009 avea o populație de 677 de locuitori.